# Équipe du Maroc féminine de football
Cet article traite de l'équipe féminine. Pour l'équipe masculine, voir Équipe du Maroc de football masculine.
Maillots
L'équipe du Maroc féminine de football (en arabe : المنتخب المغربي النسوي لكرة القدم) est l'équipe nationale qui représente le Maroc dans les compétitions internationales féminines de football. Sous l'égide de la Fédération royale marocaine de football (FRMF), elle dispute les compétitions internationales majeures comme la coupe du monde, la coupe d'Afrique des nations, la Coupe arabe et les Jeux olympiques.
Le Maroc est considéré comme l'une des plus fortes nations de football féminin sur le plan africain, comme le prouve son classement FIFA où elle se trouve dans le top 8 depuis 1998. Malgré un palmarès vierge de titre, le Maroc a participé à trois coupes d'Afrique dont une finale en 2022. Elle est parvenue à se qualifier une fois à la Coupe du monde (2023).
En 2025, la sélection nationale féminine de football  maintient sa 60e place au classement mondial de la FIFA publié en juin, ainsi que la 3e position à l’échelle africaine, derrière le Nigeria et l’Afrique du Sud,.

## Histoire
La première sélection voit le jour en 1997 et Karim Bencherifa en est nommé le sélectionneur. Pour pouvoir former l'équipe, il invite des filles à faire des essais. Environ 250, se présentent à ces tests. Pour ses débuts, la fédération marocaine fait venir une équipe suédoise pour l'affronter en match amical au Stade Moulay Abdallah.

### Les premières années satisfaisantes (1998-2006)
Après le retrait du Kenya des éliminatoires de la CAN 1998, le Maroc se qualifie pour la première fois à une phase finale du Championnat d'Afrique. Organisée au Nigeria, les Marocaines perdent 0-8 contre le pays hôte avant de s'imposer face à l'Égypte 4-1, première victoire de la sélection dans la compétition. Le Maroc rencontre le Congo, également débutant dans le tournoi, lors du dernier match de groupe, les deux équipes ayant la possibilité de se qualifier pour les demi-finales avec une victoire. Cependant, le match nul 0-0 élimine le Maroc, le Congo se qualifie avec une meilleure différence de buts.
Deux ans plus tard, le Maroc se qualifie à nouveau pour le Championnat d'Afrique en Afrique du Sud grâce à une victoire 6-1 en cumulé sur l'Algérie. Cependant, après que l'équipe ait marqué le premier but contre le Cameroun lors du match d'ouverture de la phase de groupes, elle encaisse ensuite 13 buts, perd les trois matches et termine dernière du groupe.
Durant le mois de février de l'année suivante (2001), le Maroc reçoit le Canada pour une double confrontation amicale à Rabat. Si le Maroc s'incline lors de la première manche (4-0), il remporte la deuxième avec un score de 1-0,. Puis en septembre de la même année, la sélection se déplace au Portugal pour y affronter les Portugaises dans une rencontre amicale où les Marocaines sont largement dominées (défaite, 7-1).
Les campagnes 2002 et 2006 du Maroc sont stoppées par le Mali en phase de qualification. En 2002, le Maroc, entrant au deuxième tour de qualification, concèdent deux matchs nuls sans but à Bamako et Rabat et perdent la séance de tirs au but 5-4. En 2004, la fédération marocaine n'inscrit pas sa sélection pour les qualifications à la CAN. Tandis qu'en 2006, le Marocaines échouent devant les Maliennes au match aller à Rabat (défaite, 0-2) comme au retour à Bamako (défaite, 4-1).

### Période sombre (2007-2019)
Durant les années 2010, le Maroc ne se qualifie à aucune phase finale de Coupe d'Afrique (CAN) et par conséquent les Marocaines ne parviennent pas à décrocher la qualification à la Coupe du monde.
Lors des qualifications à la CAN 2010, le Maroc voit son parcours prendre fin dès le tour préliminaire par le Sénégal. Lors du match aller à Pikine le 6 mars 2010, les deux équipes se quittent sur un score vierge.

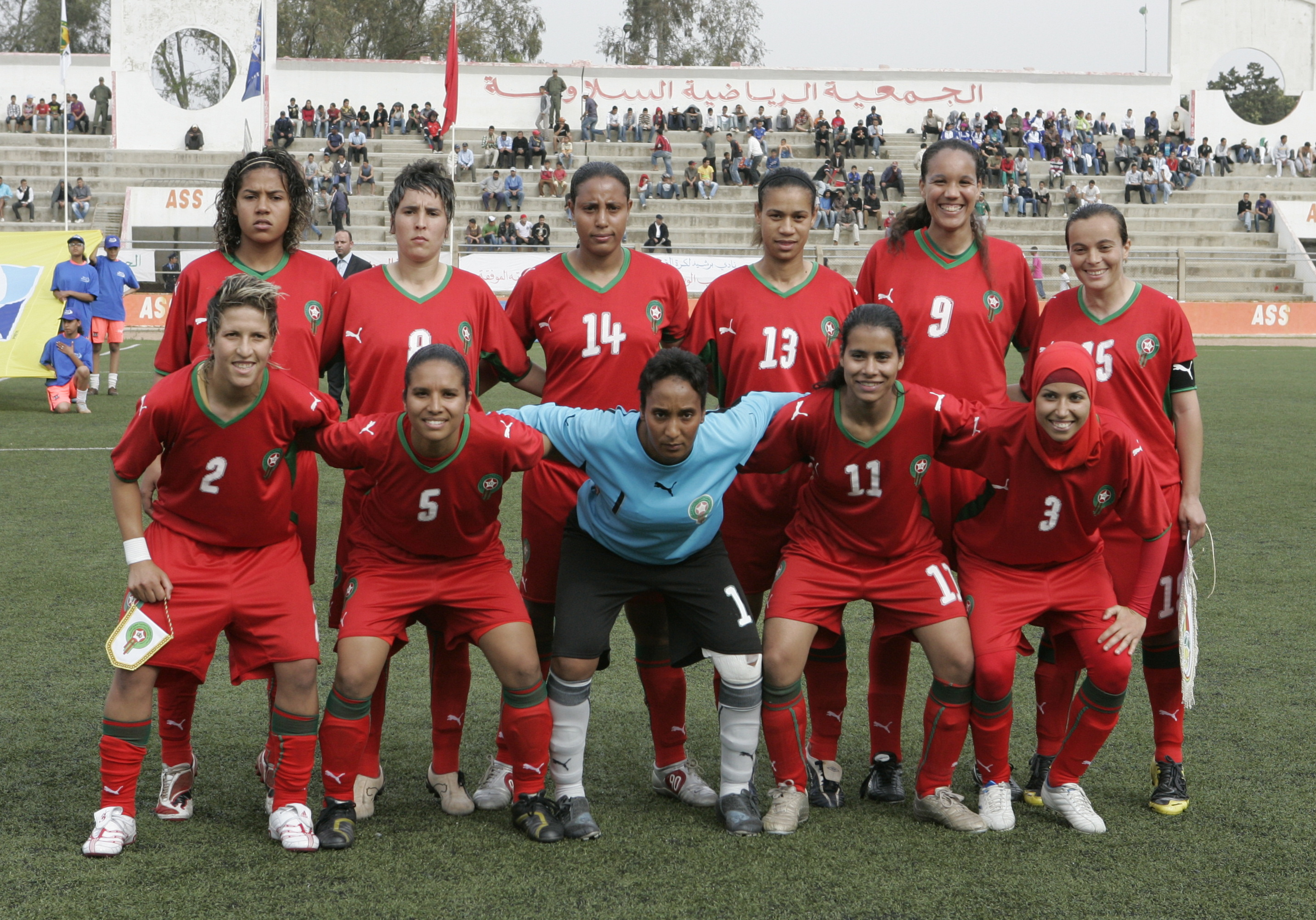
L'équipe nationale en mars 2010
Rang du haut (de gauche à droite) : Ghizlane Chebbak, Ilham Haimoudi, Aziza Rabbah, Hind Neggag, Fatouma Kanfar, Aicha Barbou
Rang du bas (de gauche à droite) : Najat Badri, Fatiha Lassiri, Khadija Oussat, Naima Fadel, Siham Taliouine

Les Sénégalaises s'imposent à Salé au match retour le 20 mars 2010 sur le score de 1-0.
Dans le cadre des qualifications pour la CAN 2012, le Maroc élimine la Tunisie. Les Marocaines s'imposent à l'aller le 14 janvier 2012 à Rabat (2-0) grâce à des buts de Naima Fadel et Ghizlane Chebbak. Les Tunisiennes remontent le score et égalisent grâce à un doublé de Mariem Houij qui emmènent les deux équipes aux tirs au but. Séance remportée par les Marocaines (4-2). Mais les Lionnes de l'Atlas se font éliminées au tour suivant par les Sénégalaises aux tirs au but lors du dernier tour après 0-0 à l'aller comme au retour.
Le Maroc n'est pas non plus de la partie à la CAN 2014 puisqu'il se fait éliminer par l'Algérie dès le premier tour des qualifications. Si le match retour à Rabat se termine sur un nul vierge, les Algériennes se qualifient au tour suivant grâce à leur victoire au match aller (2-0) avec un doublé de Naïma Bouhenni.
Le Maroc manque le rendez-vous en 2016 en se faisant sortir par le Mali dès le 1er tour des qualifications. Si les Lionnes de l'Atlas parviennent à faire match nul 0-0 à Bamako le 5 mars 2016, elles s'inclinent à la maison sur le score de 2-1 au match retour le 19 mars 2016. L'unique réalisation marocaine est d'Ibtissam Jraidi,.
Lors des qualifications à la CAN 2018, le Maroc est éliminé par la Côte d'Ivoire au premier tour. Au match aller à Rabat, les deux équipes se quittent sur un nul de 1-1 avec un but de Ghizlane Chebbak. Le match retour à Abidjan le 10 avril 2018 se termine aussi sur un nul, mais vierge. Ce qui qualifie les Ivoiriennes au tour suivant grâce au but à l'extérieur.
De même pour ce qui est des Jeux olympiques, la sélection marocaine ne parvient pas à se qualifier aux tournois finaux. Lors des qualifications pour les JO 2012, le Maroc se fait sortir par la Tunisie au 2e tour malgré une victoire à Radès (1-0) et un but d'Ibtissam Bouharat. Les Marocaines s'étaient inclinées à domicile au match aller (3-0) le 15 janvier 2011.
Tandis que lors des qualifications pour les JO 2020, le Maroc se fait éliminer dès le 1er tour par le Mali. Les protégées de Karim Bencherifa s'inclinent d'abord à Bamako (3-1) et font match nul (2-2) au Stade Boubker-Ammar. Najat Badri marque l'unique but marocain au match aller tandis qu'au retour le 3 avril 2019, c'est Ibtissam Jraidi qui inscrit les deux réalisations marocaines.

### Montée en puissance avec Reynald Pedros (2020-2023)

#### Débuts et structure (2020-2021)
Face à cette déception, la fédération et son président Fouzi Lekjaa nomme en 2020 de nouvelles personnalités à la tête des Lionnes de l'Atlas. L'Américaine Kelly Lindsey est nommée directrice du football féminin en début d'année et prend également en charge dans un premier temps la sélection avec laquelle elle remporte le Tournoi UNAF 2020 en Tunisie, avant la nomination du Français Reynald Pedros en novembre en tant que sélectionneur de l'équipe féminine du Maroc. Dans le même temps, la fédération marocaine, qui vise 90 000 pratiquantes d'ici 2024, signe une convention avec la Ligue Nationale du Football Féminin pour le lancement de deux divisions professionnelles. Elle créera également un championnat national U17 en plus des championnats régionaux jeunes.
En janvier 2021, le Maroc, qui ambitionne de se qualifier pour la Coupe du monde 2023 et les JO 2024, obtient l'organisation de la CAN 2022. Il est donc directement qualifié pour la compétition, une première depuis 2000,.

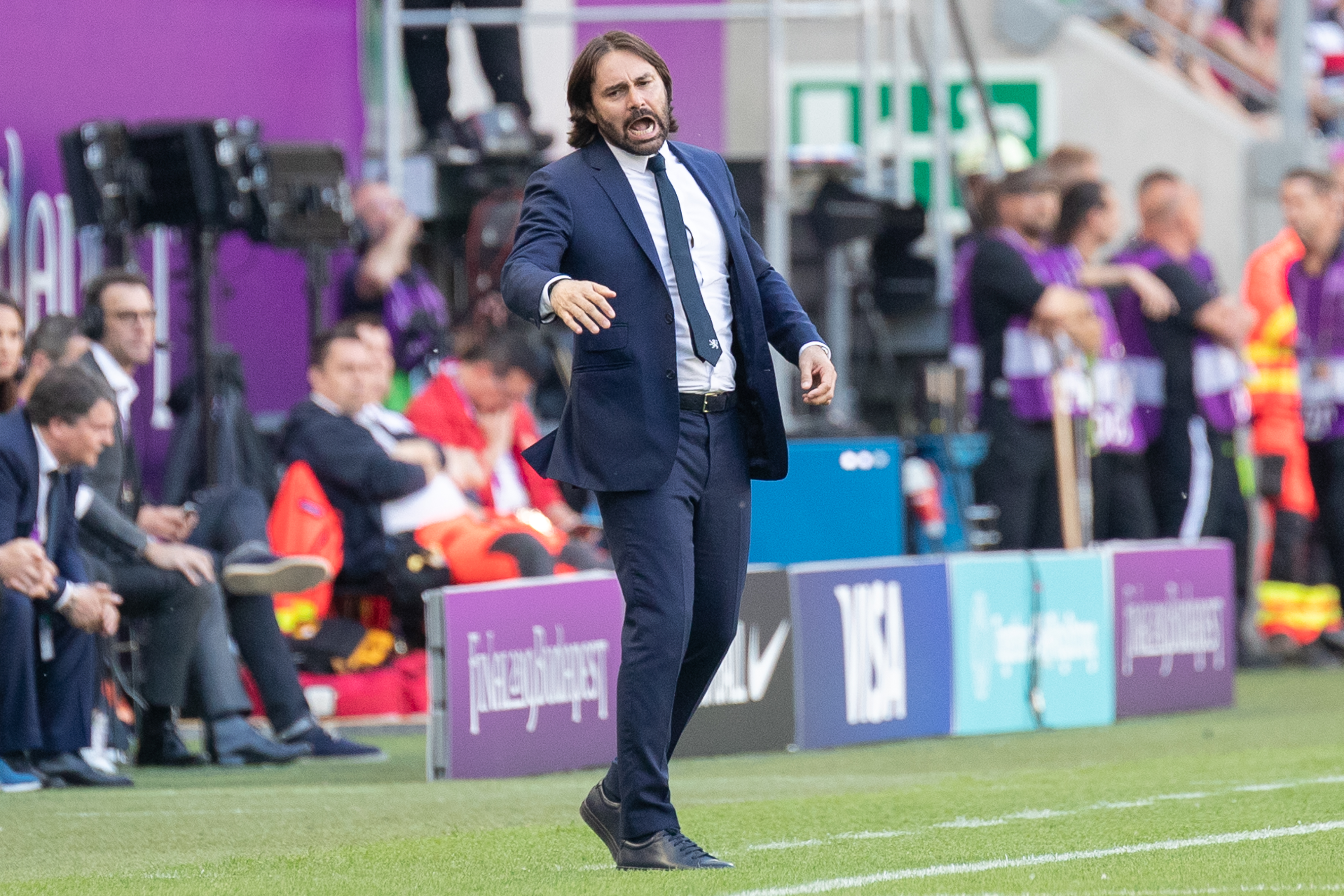
Reynald Pedros (ici en 2019), prend l'équipe en main et construit un effectif solide.

#### Coupe d'Afrique 2022: première finale
En février 2021, Reynald Pedros fait sa première liste avec pas moins de onze binationales évoluant à l'étranger,. Au mois de juin, ce sont 17 binationales qui sont appelées sur les 23 joueuses. Cette volonté de s'appuyer davantage sur les binationales jouant dans des championnats étrangers, tout en ne délaissant pas les joueuses locales, est assumée par Reynald Pedros qui y voit un moyen de progresser sur le long terme.
Le 13 juillet 2022, le Maroc réussit à se qualifier pour la première fois de son histoire à la Coupe du monde après s'être imposé en quart de finale de la CAN 2022 face au Botswana. À la suite de cette performance, le Maroc devient la première nation nord-africaine à se qualifier pour un Mondial féminin. Le 18 juillet 2022, la sélection se qualifie pour la finale CAN 2022 après s'être imposé aux tirs au but sur le Nigéria après 1-1 à la fin des prolongations. Le Maroc termine vice-champion après sa défaite en finale contre l'Afrique du Sud, 2 buts à 1.

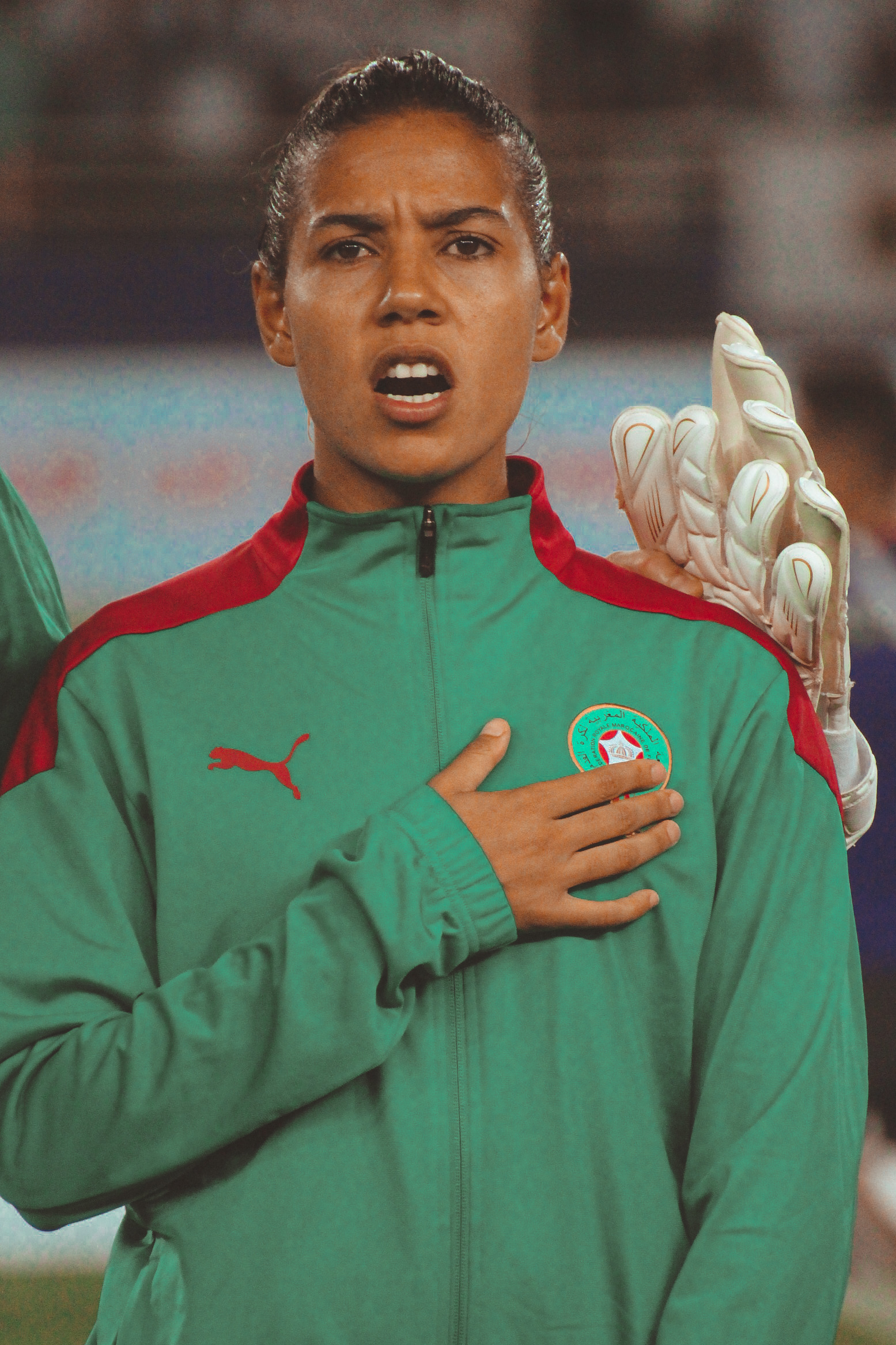
Ghizlane Chebbak capitaine emblématique de la sélection

Cette édition de la CAN a rassemblé des milliers de spectateurs lors des matchs de la sélection avec la présence de 45 562 personnes au Complexe sportif Moulay-Abdallah lors de la demi-finale opposant l'équipe nationale à son homologue du Nigéria et probablement près de 50 000 lors de la finale. Une affluence record pour un match de football féminin sur le continent africain.

#### Coupe du monde 2023: première participation historique
Dans le cadre des préparations à la Coupe du monde féminine de football 2023, l'équipe nationale dispute un stage en Espagne au mois d'octobre 2022 durant lequel le Maroc affronte la Pologne et le Canada championne olympique en titre. Les Marocaines s'inclinent lors des deux matchs sur le même score (4-0). Le 22 octobre 2022 a lieu le tirage au sort de la Coupe du monde. Le Maroc hérite du groupe H aux côtés de l'Allemagne, de la Colombie et de la Corée du Sud. L'équipe nationale effectue un autre stage en Espagne cette fois à Marbella. Stage durant lequel le Maroc affronte l'Irlande les 11 et 14 novembre 2022. Ce rassemblement connaît l'absence des joueuses de l'AS FAR en raison de leur participation à la Ligue des champions féminine de la CAF 2022. Lors de la première rencontre (huis clos), Marocaines et Irlandaises se neutralisent sur un score de parité (2-2). La deuxième rencontre est remportée par l'Irlande (4-0) (Seul le second match est reconnu par la FIFA). Toujours dans le cadre des préparations au Mondial, le Maroc effectue un stage en Turquie et affronte la Slovaquie (46e FIFA) en amical le 17 février 2023 puis la Bosnie-Herzégovine le 21 février 2023 à Antalya,. Les deux rencontres se soldent par des victoires marocaines (3-0 puis 2-0).
Les Marocaines disputent deux matchs amicaux, face à la Tchéquie le 6 avril 2023 à Chomutov et contre la Roumanie le 11 avril à Bucarest. Les Marocaines s'inclinent lors deux rencontres, 2-0 contre les Tchèques, puis 1-0 face aux Roumaines. Ce stage voit Yasmine Zouhir honorer sa première sélection, contre la République Tchèque.
Le 19 juin 2023 le technicien français annonce une première liste de 28 joueuses qui comprend de nouveaux éléments venus renforcer l'effectif tels que Sarah Kassi, Anissa Lahmari et Kenza Chapelle qui optent définitivement pour le Maroc après avoir fréquenté l'équipe de France en catégories de jeune. Des joueuses comme Ibtissam Bouharat, Maryame Atiq ou encore Kawtar Ait Omar présentes lors des rassemblements précédents, sont donc écartées.
L'équipe nationale entre en concentration à Lienz (Autriche) du 20 juin au 9 juillet 2023 et compte trois derniers matchs amicaux au programme avant le début de la Coupe du monde, contre l'Italie le 1er juillet à Ferrare, la Suisse le 5 juillet à Winterthour et la Jamaïque le 16 juillet à Melbourne. Les Marocaines parviennent à tenir en échec les Italiennes et les Suisses sur le même score (0-0),.
Le 11 juillet 2023 Reynald Pedros annonce la liste finale des 23 joueuses pour défendre les couleurs marocaines au Mondial. Samya Hassani et Imane Saoud ne sont pas retenues. Anissa Belkasmi, Siham Boukhami et Ghizlane Chhiri sont quant à elles réservistes.
Pour son dernier match de préparation, la sélection s'incline face à la Jamaïque sur le score de 1-0 le 16 juillet 2023 à Melbourne,.
Ainsi, le Maroc entre en lice à la Coupe du monde le 24 juillet 2023 à Melbourne face à l'Allemagne, deux fois championne du monde et 2e au classement FIFA (juin 2023). Des débuts difficiles pour les Marocaines puisque les Allemandes dominent largement la rencontre en remportant le match sur le score de 6 à 0.
Le 30 juillet 2023 est un jour historique pour le Maroc qui s'offre sa première victoire en Coupe du monde en s'imposant à Adélaïde face à la Corée du Sud sur le score de 1-0 grâce à un but d'Ibtissam Jraidi qui devient la première joueuse de l'histoire de la sélection à marquer dans la compétition. Le but de Jraidi est le troisième le plus rapide de l'histoire du tournoi marqué par un pays africain après celui du Nigeria contre les États-Unis en 1999 (après 2 minutes de jeu) et celui de la Côte d'Ivoire contre la Thaïlande en 2015 (après 4 minutes).
Le 3 août 2023, les Marocaines parviennent à se hisser pour la première fois de leur histoire en 1/8e de finale de la Coupe du monde en renversant la Colombie 1-0. Les Lionnes de l'Atlas se qualifient avec 6 points au compteur devant l'Allemagne, tenue en échec par la Corée du Sud (1-1) dans l'autre match de la 3e journée du groupe H. Après cet exploit, les protégées de Reynald Pedros se frottent aux Françaises. Largement dominatrice, la France s'impose sur le score de 4-0 et l'aventure du Maroc au Mondial prend fin.
À la suite de cette performance, la sélection passe de la 72e à la 58e place au classement FIFA.

### Le Maroc sous l'ère Vilda (depuis 2023)

#### Jeux olympiques 2024: Échec au dernier tour des qualifications
Le Maroc qui se voit attribuer pour la deuxième fois consécutive l'organisation de la CAN ne dispute donc pas les qualifications. Par conséquent, deux matchs amicaux contre la Zambie sont programmés les 22 et 26 septembre 2023 dans le but de se préparer à la double confrontation face à la Namibie comptant pour le deuxième tour des qualifications pour les Jeux olympiques d'été de 2024. Ce stage est marqué notamment par le retour de Sanaâ Mssoudy. Le Maroc essuie deux défaites à domicile. La première à Casablanca sur le score de 2 buts à 0 et la deuxième à Rabat où la sélection s'incline lourdement sur le score de 6 buts à 2.

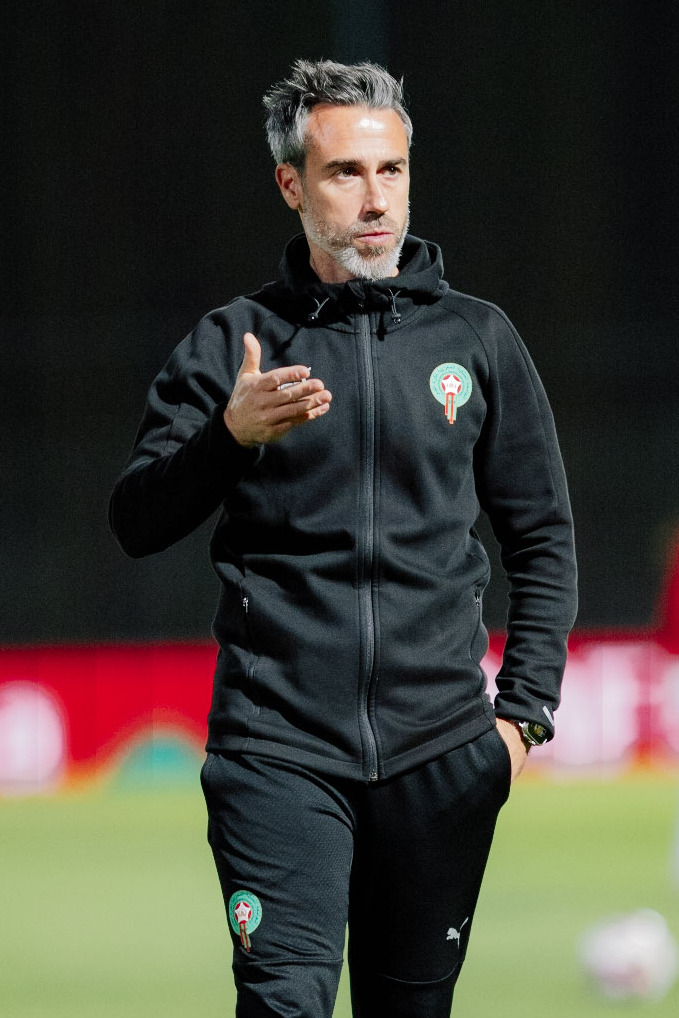
Jorge Vilda, sélectionneur depuis 2023

Après ces deux défaites, la fédération marocaine décide de se séparer de Reynald Pedros et l'Espagnol Jorge Vilda qui vient de remporter la Coupe du monde féminine de football 2023 avec l'Espagne le succède.
Fin octobre 2023, la sélection se confronte à la Namibie dans le cadre des qualifications pour Jeux olympiques 2024. La Namibie étant dans l'incapacité de recevoir, les matchs aller et retour se déroulent au Maroc les 26 et 31 octobre respectivement à Marrakech et Rabat. Le Maroc remporte la manche aller sur le score de 2-0 grâce à des réalisations de Nesryne El Chad et Anissa Lahmari. Les Marocaines récidivent avec le même score au retour avec des buts marqués par Imane Saoud et Ghizlane Chebbak.
Début décembre 2023, le Maroc reçoit l'Ouganda pour deux matchs amicaux. La première rencontre qui se joue au Stade Père-Jégo le 1er décembre 2023 se solde sur un score de parité (1-1) avec un but d'Élodie Nakkach. La deuxième rencontre se solde par une victoire marocaine sur le score de 3-0 avec des réalisations, d'Élodie Nakkach à nouveau, d'Imane Saoud et de Ghizlane Chebbak. Le match connaît également la première apparition en sélection pour Djennah Cherif.
Le Maroc dispute alors le 3e tour des qualifications pour les Jeux olympiques face à la Tunisie durant le mois de février 2024. Les Marocaines se qualifient pour le dernier tour en remportant des deux manches : 2-1 au match aller en Tunisie sur le score de 2 buts à 1 grâce à des réalisations de Fatima Tagnaout et Ghizlane Chebbak, et 4 buts à 1 avec un notamment un triplé d'Ibtissam Jraidi lors du match retour à Rabat le 28 février 2024,.
Les Marocaines sont donc opposées aux Zambiennes lors du 4e et dernier tour des qualifications. Si elle est parvenue à s'imposer en Zambie lors du match aller le 5 avril 2024 sur le score de 2 buts à 1, la sélection marocaine ne parvient pas à se qualifier pour la phase finale des Jeux à la suite de sa défaite 2 à 0 au match retour à Rabat le 9 avril 2024 après prolongations.

#### Coupe d'Afrique 2024: Nouvel échec en finale
Dans le cadre des préparations à la Coupe d'Afrique 2024, l'équipe nationale affronte la RD Congo dans une double confrontation amicale à Berkane, les 30 mai et 3 juin 2024. Le Maroc remporte les deux manches. La première sur le score de 2 buts à 1 grâce à des buts de Kenza Chapelle et Ibtissam Jraidi. La deuxième manche, qui a connu une expulsion côté congolais, se finit par un score de 3 buts à 2 avec un triplé d'Ibtissam Jraidi.
La sélection dispute deux matchs amicaux contre la Tanzanie et le Sénégal respectivement les 25 et 29 octobre 2024 au Stade Père-Jégo. Les Marocaines remportent les deux rencontres avec un score de 4-1 face aux Tanzaniennes et une large victoire face aux Sénégalaises, 7-0. Cette fenêtre FIFA a vu les joueuses Zineb Erroudany et Fatima Zahra El Jebraoui faire leurs débuts en sélection,.
Toujours dans le cadre des préparations à la CAN, la sélection dispute deux matchs amicaux internationaux, face au Ghana et Haïti respectivement les 21 et 25 février 2025 à Casablanca. Les Marocaines s'imposent sur les Ghanéennes (1-0) grâce à un but de Sakina Ouzraoui Diki dans les dernière minutes du match. Puis elles font match nul contre les Haïtiennes (1-1 avec un but de Ghizlane Chebbak). L'équipe nationale disputera deux matchs amicaux internationaux contre la Tunisie et le Cameroun respectivement les 4 et 8 avril 2025 au Stade Père-Jégo. Les Marocaines s'imposent face aux Tunisiennes avec un score de 3 buts à 1. Cependant, elles s'inclinent face aux Camerounaises (0-1). Contre la Tunisie, Imène El Ghazouani inscrit son premier but avec la sélection,.
Après une série de stages et matchs amicaux, Jorge Vilda annonce le 24 juin 2025 la liste finale des joueuses retenues pour prendre part à la CAN 2024. Le Maroc, 60e FIFA à cette période, hérite d'un groupe composé de la Zambie (65e), de la RD Congo (109e) et du Sénégal (81e). Le Maroc qui atteint la finale pour la deuxième fois consécutive, ne parvient pas à remporter le titre. Durant cette édition, les Marocaines terminent première de leur groupe après un nul face aux Zambiennes (2-2), une victoire face aux Congolaises (4-2) et un succès face aux Sénégalaises (1-0). En quart de finale, le Maroc élimine le Mali (3-1) puis s'impose en demi-finale aux tirs au but face Ghana (4-2, 1-1 après prolongations). Les joueuses de Jorge Vilda s'inclinent en finale face au Nigeria (3-2) après avoir mené au score (2-0) jusqu'à l'heure de jeu. Ghizlane Chebbak termine meilleure buteuse de la compétition avec cinq réalisations dont un triplé face à la RD Congo.

## Palmarès
| Compétitions internationales                                           | Compétitions continentales                                 | Trophées divers |
| - Coupe du monde - Huitième de finale : 2023 - Jeux olympiques - Néant | - Coupe d'Afrique des nations - Finaliste en 2022 et 2024. | - Coupe arabe des nations - Finaliste : 2006. - Tournoi UNAF - Vainqueur : 2020. - Coupe Aisha Buhari - 2e place : 2021. - Tournoi de Malte - Vainqueur : 2022. |

### Parcours enCoupe du monde
| Édition | Performance        | J | V | N | D | Bp | Bc |
| ------- | ------------------ | - | - | - | - | -- | -- |
| 1991    | Non qualifiée      | - | - | - | - | -  | -  |
| 1995    | Non qualifiée      | - | - | - | - | -  | -  |
| 1999    | Non qualifiée      | - | - | - | - | -  | -  |
| 2003    | Non qualifiée      | - | - | - | - | -  | -  |
| 2007    | Non qualifiée      | - | - | - | - | -  | -  |
| 2011    | Non qualifiée      | - | - | - | - | -  | -  |
| 2015    | Non qualifiée      | - | - | - | - | -  | -  |
| 2019    | Non qualifiée      | - | - | - | - | -  | -  |
| 2023    | Huitième de finale | 4 | 2 | 0 | 2 | 2  | 10 |
| Total   | 1/9                | 4 | 2 | 0 | 2 | 2  | 10 |

### Parcours enCoupe d'Afrique
- 1998 : 1er tour
- 2000 : 1er tour
- 2002 : Qualifications - 2e tour
- 2004 : Non inscrit
- 2006 : Qualifications - 1er tour
- 2008 : Qualifications - 1er tour
- 2010 : Qualifications - Tour préliminaire
- 2012 : Qualifications - 1er tour
- 2014 : Qualifications - 1er tour
- 2016 : Qualifications - 1er tour
- 2018 : Qualifications - 1er tour
- 2020 : Compétition annulée
- 2022 :  Finaliste
- 2024 :  Finaliste
- 2026 : Qualifiée d'office

### Parcours en Coupe Arabe
- 2006 :  Finaliste
- 2010 : Non inscrit
- 2021 : Non inscrit

### Parcours au Tournoi UNAF
- 2009 : Non inscrit
- 2020 :  Vainqueur

### Parcours autre Tournois
- Aisha Buhari Cup 2021 : 2e place
- Vainqueur du Tournoi international de Malte en 2022

## Personnalités de l'équipe du Maroc

### Sélectionneurs
| Rang | Nom                       | Période   |
| ---- | ------------------------- | --------- |
| 1    | Karim Bencherifa          | 1997-1998 |
| 2    | Abid Oubenaissa           | 1998-1999 |
| 3    | Abdelkébir Slimani Alaoui | 1999-2009 |
| 4    | Mustapha Chouaa           | 2010      |
| 5    | Abid Oubenaissa           | 2010-2017 |
| 6    | Karim Bencherifa          | 2017-2019 |

| Rang | Nom                      | Période   |
| ---- | ------------------------ | --------- |
| 7    | Kelly Lindsey            | 2020      |
| 8    | Lamia Boumehdi (intérim) | 2020      |
| 9    | Reynald Pedros           | 2020-2023 |
| 10   | Jorge Vilda              | 2023-     |

## Classement FIFA
Ce tableau retrace l'évolution de l'équipe du Maroc au classement FIFA :
| Année              | 2003 | 2004 | 2005 | 2006 | 2007 | 2008 | 2009 | 2010 | 2011 | 2012 | 2013 |
| ------------------ | ---- | ---- | ---- | ---- | ---- | ---- | ---- | ---- | ---- | ---- | ---- |
| Classement mondial | 53   | 54   | 54   | 59   | 70   | 66   | 60   | 75   | 72   | 71   | 68   |
| Classement CAF     | 3    | 3    | —    | 3    | 4    | 4    | —    | 6    | 6    | 7    | 7    |

| Année              | 2014 | 2015 | 2016 | 2017 | 2018 | 2019 | 2020 | 2021 | 2022 | 2023 | 2024 |
| ------------------ | ---- | ---- | ---- | ---- | ---- | ---- | ---- | ---- | ---- | ---- | ---- |
| Classement mondial | 78   | 79   | 70   | 72   | 79   | 81   | 77   | 78   | 76   | 60   | 61   |
| Classement CAF     | 8    | 8    | 8    | —    | 7    | 7    | 7    | 8    | 7    | 3    | 3    |